# Wurtemberg
Wurtemberg (en alemán: Württemberg, pronunciación: /ˈvʏʁtəmbɛʁk/ⓘ), antiguamente Wirtemberg, es una región y estado histórico de Alemania. Se trata de una región ubicada en Suabia, en el suroeste del Alemania.
Su capital tradicional era Stuttgart, pero durante cortos períodos lo fueron Luisburgo y Urach. El nombre del reino y la dinastía provenían de una colina cerca de Stuttgart.

## Historia
Originalmente parte del antiguo Ducado de Suabia, su historia se puede resumir en los siguientes períodos:
- 1083-1495: Condado de Wurtemberg;
- 1495-1803: Ducado de Wurtemberg;
- 1803-1806: Electorado de Wurtemberg;
- 1806-1918: Reino de Wurtemberg, tras la disolución del Sacro Imperio Romano Germánico en 1806, durante el reinado de Federico I de Wurtemberg;
- 1918-1945: Estado Libre Popular de Wurtemberg (Freier Volksstaat Württemberg), una república.

Después de la Segunda Guerra Mundial, se dividió en  Wurtemberg-Baden y Wurtemberg-Hohenzollern. Después de la fundación de la República Federal de Alemania en 1949, Wurtemberg se unió a Baden, y finalmente, en 1952, se integró en el estado federado de Baden-Wurtemberg. Stuttgart, la capital histórica de Wurtemberg, se convirtió en la capital del estado actual.